# 周長發
周长发，浙江山阴人，寄籍会稽，清朝政治人物。
雍正二年（1724年）甲辰科二甲进士，改翰林院庶吉士。散馆授编修，官至侍读学士。